# Rose Red
Rose Red (no Brasil, A Casa Adormecida), é uma minissérie de televisão americana de 2001, dirigida por Craig R. Baxley e com roteiros de Stephen King.
No Brasil foi lançada em vídeo como filme, em 2002. 

## Sinopse
O enredo do filme gira entorno da mansão Rose Red, Construída em 1906 pelo magnata do petróleo John P. Rimbauer como presente para sua esposa Ellen Rimbauer. Eventos estranhos acontecem na casa, como mortes acidentais sob circunstâncias bizarras, incluindo o suícidio do próprio John Rimbauer. Em 1950 Ellen desaparece misteriosamente, seu filho Adam permanece na casa até 1970 quando abandona a casa assustado. Trinta anos depois, o herdeiro da mansão, Steve Rimbauer vende a casa a uma imobiliária que deseja construir um condomínio sobre a casa. Porém Steve decide convocar um grupo de paranormais para verificar se a casa ainda é assombrada, no entanto a situação acaba fugindo do controle e agora o grupo tem que lutar para sair com vida do lugar.